# دمسيسة خشنة الأوبار
دمسيسة خشنة الأوبار أو أمبروزية خشنة الأوبار (الاسم العلمي:Ambrosia hispida) هي نوع من النباتات تتبع جنس الدمسيسة من الفصيلة النجمية.